# Tim Ream
Tim Ream (Saint Louis, 1987. október 5. –) amerikai válogatott labdarúgó, az angol Fulham hátvédje.

## Pályafutása

### Klubcsapatokban
Ream a missouri állambeli Saint Louis városában született. Az ifjúsági pályafutását a helyi St. Louis Scott Gallagher csapatában kezdte, majd a Chicago Fire akadémiájánál folytatta.
2010-ben mutatkozott be a New York Red Bulls első osztályban szereplő felnőtt csapatában. 2012-ben az angol első osztályban érdekelt Bolton Wanderershez igazolt. 2015. augusztus 20-án szerződést kötött a Fulham együttesével. Először a 2015. augusztus 29-ei, Rotherham United ellen 3–1-re megnyert mérkőzésen lépett pályára. Első gólját 2016. október 1-jén, a Queens Park Rangers ellen hazai pályán 2–1-re elvesztett találkozón szerezte meg.

### A válogatottban
Ream 2010-ben debütált az amerikai válogatottban. Először a 2010. november 17-ei, Dél-Afrikai Köztársaság ellen 1–0-ra megnyert mérkőzésen lépett pályára. Első válogatott gólját 2016. május 22-én, Puerto Rico ellen 3–1-es győzelemmel zárult barátságos mérkőzésen szerezte meg.

## Statisztikák
2023. április 30. szerint
| Klub             | Szezon   | Osztály        | Bajnokság | Bajnokság | Kupa  | Kupa | Nemzetközi | Nemzetközi | Összesen | Összesen |
| Klub             | Szezon   | Osztály        | Meccs     | Gól       | Meccs | Gól  | Meccs      | Gól        | Meccs    | Gól      |
| ---------------- | -------- | -------------- | --------- | --------- | ----- | ---- | ---------- | ---------- | -------- | -------- |
| Bolton Wanderers | 2011–12  | Premier League | 13        | 0         | 2     | 0    | —          | —          | 15       | 0        |
| Bolton Wanderers | 2012–13  | Championship   | 15        | 0         | 0     | 0    | —          | —          | 15       | 0        |
| Bolton Wanderers | 2013–14  | Championship   | 42        | 0         | 2     | 0    | —          | —          | 44       | 0        |
| Bolton Wanderers | 2014–15  | Championship   | 44        | 0         | 3     | 0    | —          | —          | 47       | 0        |
| Bolton Wanderers | Összesen | Összesen       | 114       | 0         | 7     | 0    | 0          | 0          | 121      | 0        |
| Fulham           | 2015–16  | Championship   | 29        | 0         | 2     | 0    | —          | —          | 31       | 0        |
| Fulham           | 2016–17  | Championship   | 36        | 1         | 5     | 0    | —          | —          | 41       | 1        |
| Fulham           | 2017–18  | Championship   | 47        | 1         | 1     | 0    | —          | —          | 48       | 1        |
| Fulham           | 2018–19  | Premier League | 26        | 0         | 3     | 0    | —          | —          | 29       | 0        |
| Fulham           | 2019–20  | Championship   | 47        | 0         | 1     | 0    | —          | —          | 48       | 0        |
| Fulham           | 2020–21  | Premier League | 7         | 0         | 3     | 0    | —          | —          | 10       | 0        |
| Fulham           | 2021–22  | Championship   | 46        | 1         | 1     | 0    | —          | —          | 47       | 1        |
| Fulham           | 2022–23  | Premier League | 33        | 1         | 2     | 0    | —          | —          | 35       | 1        |
| Fulham           | Összesen | Összesen       | 271       | 4         | 18    | 0    | 0          | 0          | 289      | 4        |
| Összesen         | Összesen | Összesen       | 385       | 4         | 25    | 0    | 0          | 0          | 410      | 4        |

### A válogatottban
| Válogatott       | Év       | Pályára lépés | Gól |
| ---------------- | -------- | ------------- | --- |
| Egyesült Államok | 2010     | 1             | 0   |
| Egyesült Államok | 2011     | 6             | 0   |
| Egyesült Államok | 2014     | 4             | 0   |
| Egyesült Államok | 2015     | 9             | 0   |
| Egyesült Államok | 2016     | 1             | 1   |
| Egyesült Államok | 2017     | 5             | 0   |
| Egyesült Államok | 2019     | 14            | 0   |
| Egyesült Államok | 2020     | 1             | 0   |
| Egyesült Államok | 2021     | 5             | 0   |
| Egyesült Államok | 2022     | 4             | 0   |
| Egyesült Államok | 2023     | 1             | 0   |
| Összesen         | Összesen | 51            | 1   |

#### Góljai a válogatottban
| # | Időpont         | Helyszín                                          | Ellenfél    | Gólok | Eredmény | Kiírás              |
| - | --------------- | ------------------------------------------------- | ----------- | ----- | -------- | ------------------- |
| 1 | 2016. május 22. | Juan Ramón Loubriel Stadion, Bayamón, Puerto Rico | Puerto Rico | 1–0   | 3–1      | Barátságos mérkőzés |

## Sikerei, díjai
Fulham
- Championship
  - Győztes (1): 2021–22

Amerikai válogatott
- CONCACAF-nemzetek ligája
  - Győztes (1): 2019–20

Egyéni
- Bolton Wanderers – Az Év Játékosa: 2013–14, 2014–15
- Fulham – Az Év Játékosa: 2017–18